# Lefferts Island
Lefferts Island (Lefert Island, Leferts Island, Leffert Island lub Lefters Island) –  niezamieszkana wyspa w Zatoce Frobishera, w Archipelagu Arktycznym, w regionie Qikiqtaaluk, na terytorium Nunavut, w Kanadzie. W pobliżu Lefferts Island położone są wyspy: Harper Islands, Bear Island, Little Hall Island i Hudson Island.